# John Rockerduck
John D. Rockerduck, kortweg Rockerduck, is een personage uit de Duckstad-wereld. Hij is bedacht door Carl Barks, maar werd door Barks zelf maar in één verhaal gebruikt (Boat Buster, 1961). John Rockerduck is een van de concurrenten van Oom Dagobert. Hij is feitelijk een parodie op John Davison Rockefeller.
Door Europese vertalers worden de figuren John Rockerduck en Govert Goudglans nog weleens door elkaar gehaald.

## In de verhalen
Hij komt vooral voor in Italiaanse stripverhalen, die in Nederland in de pocketreeks en tussen 1982 en 1986 in het blad Stripgoed verschenen. Don Rosa heeft hem in het levensverhaal van Dagobert ook een rol gegeven. Daarin blijkt dat zijn vader Howard Rockerduck rijk is geworden in 1849 met goud zoeken in Californië. Zijn moeder is een snob, van haar heeft John Rockerduck zijn snobistische trekjes geërfd.
Rockerduck (zijn voornaam John wordt niet vaak gebruikt) is in sommige opzichten anders dan Dagobert Duck en Govert Goudglans. Hij is jonger en heeft zijn geld geërfd in plaats van het te verdienen met hard werken. Ook woont hij in een luxe kantoor in plaats van in een pakhuis. Dit kantoor is te herkennen aan de letters RD die levensgroot op de gevel staan. Volgens Dagobert Duck is die dure levensstijl de reden dat Rockerduck niet de rijkste eend is. Anderzijds vertoont Rockerduck qua karakter ook duidelijke overeenkomsten met Govert Goudglans: hij is net zo gemeen en probeert eveneens met allerlei gemene trucjes Dagoberts leven zuur te maken. Hiervoor huurt hij zelfs af en toe de Zware Jongens in.
Rockerduck woont in Duckstad en is lid van de Biljonairsclub.

## Stem
De stem van John Rockerduck werd in de originele versie van DuckTales ingesproken door John Hodgman. De Nederlandse stem werd ingesproken door Ad Knippels.

## Andere namen
Hij gaat in het Nederlands door het leven onder verschillende vertaalde namen zoals Rockerduck, Klaas Klever (vertaling uit het Duits), Gijsbert Goochem, Leopold Kwartjesvinder of – als gevolg van de bovengenoemde verwarring – Govert Goudglans.
Vooral in oude uitgaven van de Donald Duck pocket heet John Rockerduck nog vaak Leopold Kwartjesvinder.